# Portée dynamique (informatique)
Pour les articles homonymes, voir Portée dynamique.
 (mai 2023).
Si vous disposez d'ouvrages ou d'articles de référence ou si vous connaissez des sites web de qualité traitant du thème abordé ici, merci de compléter l'article en donnant les références utiles à sa vérifiabilité et en les liant à la section « Notes et références ».
Une variable est caractérisée par sa portée et sa durée.
Une variable dynamique a une portée globale et une durée liée à son point d’établissement dans le programme (la position de sa création, dans la chaîne d’appels).
La notion de portée dynamique renvoie donc à portée globale et durée dynamique (ang. dynamic extent).

## Voir également
- Portée lexicale